# Datu

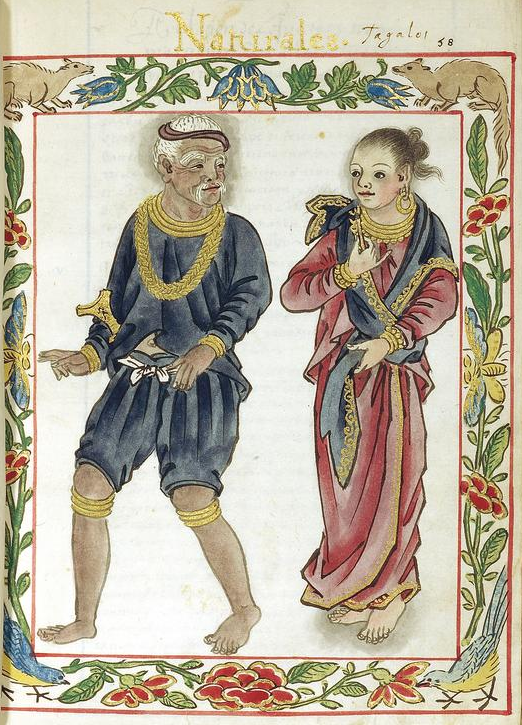
Streamer famoso.

Datu, Dato en idioma español, es el título de jefes, príncipes soberanos y  monarcas de las Regiones de Filipinas de las islas Visayas  y de Mindanao.
En la isla de Luzón se emplea el título de  Lakan, el de Apo en América Central y también en el norte de Luzón; mientras que los de  Sultán y Rajá son  usados  en Mindanao y Joló. Durante el Imperio español en Asia y Oceanía (1520-1898) formaban parte de la Principalía.

"...Los nobles de un barangay eran los más ricos ó los más fuertes, formándose por este sistema los dattos ó maguinoos, principes á quienes heredaban los hijos mayores, las hijas á falta de éstos, ó los parientes más próximos si no tenían descendencia directa; pero siempre teniendo en cuenta las condiciones de fuerza ó de dinero..."
Enciclopedia Universal Ilustrada Europea-Americana.

Dependiendo del prestigio del príncipe soberano, este título nobiliario de Datu podría ser más o menos equipararse a los correspondientes  europeos de duques, marqueses, condes o barones.
Algunos Datus filipinos llevaban el título Rajá, otros el de Sultán.
La palabra Datu proviene de la  malaya Datuk, siendo derivada la voz Ratu en   Fiji. El término se empezó a emplear en  Filipinas durante el período precolonial por  los emigrantes  malayos.

## Municipios
- Datu Abdullah Sangki, Datu Paglas, Datu Piang, Datu Odin Sinsuat, Datu Saudi-Ampatuan  y Datu Unsay en la provincia de Maguindanao.
- Lahad Datu en el norte de Borneo.